# 第二次马哈迪政府
第二次马哈迪政府（通称希盟政府）是指2018年5月10日至2020年2月24日，马哈迪·莫哈末担任马来西亚第七任首相期间领导的政府。2018年马来西亚大选候选人马哈迪成功胜出，终结国民阵线61年执政，写下1957年马来西亚独立后首次政党轮替纪录；他以92岁10个月的年龄再次担任首相。

## 内阁
2018年5月21日，副首相旺阿兹莎率领13名内阁部长，在国家元首苏丹莫哈末五世面前宣誓就职，旺阿兹莎也是马来西亚历史上首位女副首相和兼任妇女及家庭发展部长。其他宣誓的部长包括内政部长慕尤丁、财政部长林冠英、国防部长末沙布、教育部长马智礼马烈、乡区发展部长丽娜·哈仑、经济事务部长阿兹敏阿里、房屋及地方政府部长祖莱达、交通部长陆兆福、通讯及多媒体部长哥宾星、人力资源部长M.古拉、农业及农基工业部长沙拉胡丁阿育及卫生部长祖基菲里阿末。
同年7月2日，希盟第二批部长和副部长宣誓就任，其中内阁部长有13人，而副部长有23人。
以下为7月2日宣誓就任的部长：
1. 外交部长： 赛夫丁阿都拉（Saifuddin Abdullah，公正党）
2. 联邦直辖区部长： 卡立阿都沙末（Khalid Samad，诚信党）
3. 旅游部长：莫哈末丁·可达比（Mohammad Din Ketapi，沙民兴党）
4. 能源、科技、科学、气候变化及环境部长：杨美盈（行动党）
5. 青体部长：赛沙迪（Syed Saddiq，团结党）
6. 国际贸易及工业部长：达勒雷京（Darell Leiking，沙民兴党）
7. 国內贸易及消费人事务部长：赛夫丁纳苏迪安（Saifuddin Nasution Ismail，公正党）
8. 企业家发展部长：礼端（Redzuan Md Yusof，团结党）
9. 原产业部长：郭素沁（行动党）
10. 工程部长：巴鲁比安（Baru Bian，公正党）
11. 水务、土地及天然资源部长：西维尔·再也古玛（Xavier Jayakimar，公正党）
12. 首相署（宗教事务）部长：慕加希（Mujahid Yusof，诚信党）
13. 首相署（法律事务）部长： 刘伟强（沙民兴党）

以下为7月2日宣誓就任的副部长：
1. 财政部副部长： 阿米鲁丁韩沙（Amiruddin Hamzah，团结党）
2. 內政部副部长： 阿兹加曼（Azis Jamman，民兴党）
3. 妇女部副部长：杨巧双（行动党）
4. 教育部副部长：张念群（行动党）
5. 乡区发展部副部长：西华拉沙（Sivarasa Rasiah，公正党）
6. 交通部副部长：卡玛鲁丁查化（Kamarudin Jaafar，公正党）
7. 通讯部副部长：依丁沙里（Eddin Syazlee，团结党）
8. 人力资源部副部长：马夫兹（Mahfuz Omar，诚信党）
9. 农业部副部长：沈志勤（公正党）
10. 卫生部副部长：李文材（公正党）
11. 联邦直辖区部副部长：沙鲁丁莫哈末沙烈（Shahruddin Md Salleh，团结党）
12. 旅游部副部长：莫哈末峇迪亚（Muhammad Bakhtiar Wan Chik，公正党）
13. 能源、科技、科学、气候变化及环境部副部长：慕丽娜（Isnaraissah Munirah Majilis，沙民兴党）
14. 青体部副部长：沈志强（行动党）
15. 国际贸易及工业部副部长：王建民（行动党）
16. 国內贸易及消费人事务部副部长：张健仁（行动党）
17. 企业家发展部副部长： 莫哈末哈达（Hatta Ramli，公正党）
18. 原产业副部长：三苏依斯甘达（Shamsul Iskandar，公正党）
19. 工程部副部长：安努亚达希（Mohd Annuar Mohd Tahir，诚信党）
20. 水务、土地及天然资源部副部长：东姑祖布里（Tengku Zulpuri Shah Raja Puji，行动党）
21. 首相署（宗教）副部长：傅芝雅（Fuziah Salleh，公正党）
22. 首相署（法律事务）副部长：哈尼巴迈丁（Mohamed Hanipa Maidin，诚信党）
23. 首相署（国家团结及社会和谐）副部长：莫哈末法力·莫哈末拉菲克（Md Farid Md Rafik，团结党）

此外，首相马哈迪还成立了以五人组成的政府顾问理事会（Majlis Penasihat Kerajaan），该理事会成立的目的和首要任务是为政府提供与经济和财政相关方面的建议和劝告，并协助政府顺利落实希盟在选举竞选期间提出的“百日新政”竞选宣言和承诺。理事会成员如下：
- 达因·再努丁

前马来西亚财政部长（1984—1991年），前马来西亚国会下议院议员（1982年至2004年）。
- 佐摩孙达兰（英语：Jomo Kwame Sundaram）

马来西亚著名经济学家，曾于70到80年代在耶鲁大学和哈佛大学任教，曾在联合国经济及社会理事会担任助理秘书长，主要负责经济事务。
- 洁蒂·阿兹

第七任马来西亚国家银行总裁（2000—2016年），也是亚洲第一位女性国家央行行长，曾被评为「金融界最具影响力的女性」和「全球最佳央行总裁」。
- 郭鹤年

马来西亚首富，郭氏集团和香格里拉酒店集团创办人，拥有「亚洲糖王」之称。
- 哈山玛立肯（英语：Hassan Marican）

前马来西亚国家石油总裁（1989—2010年）。

## 首100天
希望联盟在第14届大选入主布城后，各界一直检视新政府的施政能力。希盟除了要履行选举承诺，亦须处理前朝政府遗留的体制弊端及贪腐丑闻，例如一个马来西亚发展有限公司丑闻（1MDB）。
- 5月9日：马来西亚迎来第一次政党轮替，而国阵则首度下野失去政权。全国222个国会议席之中，希盟赢得113席，胜选执政[4]。
- 5月10日：希盟总裁马哈迪·莫哈末宣誓就任第7任首相，为自己的第二次首相生涯拉开序幕[5]。
- 5月12日
  - 前首相纳吉·阿都拉萨宣布辞去国阵主席及巫统主席两职，为败选结果负责[6]。
  - 纳吉与妻子罗斯玛·曼梳原定飞往印尼雅加达渡假，惟新政府禁止两人出境马来西亚。马哈迪较后承认发出指令限制纳吉夫妇离国[7]。
  - 马哈迪宣布成立耆老理事会，辅助新政府[8]。
  - 马哈迪宣布3名内阁部长名单，即林冠英受委为财政部长；慕尤丁为内政部长；末沙布则为国防部长[9]。
- 5月14日：马哈迪宣布，总检察长莫哈末阿班迪阿里将从即日起休假[10]。
- 5月15日：总稽查署的一马公司稽查报告密封两年后，在马哈迪下令下，政府解密报告[11]。
- 5月16日
  - 人民公正党实权领袖安华·依布拉欣获得国家元首全面特赦[12]。
  - 警方重办一马公司案，接连数日大动作搜查与纳吉相关的多个地点。其中包括纳吉位于大使花园的住处及吉隆坡柏威年广场3个公寓单位[13]。
  - 马哈迪指示政府停止征收消费税，并取消油价浮动机制，以稳定油价[14]。
  - 一马公司总裁兼执行长阿鲁甘达被列入禁止出境的黑名单[15]。
- 5月17日：马来西亚反贪污委员会前副主席苏克里担任反贪会主席[16]。
- 5月21日
  - 马来西亚首名女性副首相旺阿兹莎率领13名内阁部长，在国家元首苏丹莫哈末五世面前宣誓就职[17]。
  - 马哈迪声称，马来西亚国债已经超过1兆令吉[18]。
- 5月22日
  - 反贪会首次传召前首相纳吉录口供[19]。
  - 纳吉起诉林良实诽谤案：纳吉撤回对马华公会前总会长林良实的诽谤诉讼[20]。
- 5月23日：马哈迪首次召开内阁会议，宣布展开瘦身与节约计划，部长减薪10％[21]。
- 5月24日
  - 前首相纳吉第二次前往反贪会录口供，逗留5小时[22]。
  - 财政部长林冠英搬出数据，解释国债突破1兆令吉的计算方式[23]。
- 5月25日：内陆税收局受指示调查富豪刘特佐和其家人，以查清他们是否从一马公司丑闻中，取得任何的回报[24]。
- 5月28日：马哈迪指出，马新高铁是不必要的项目之一，因此政府决定取消马新高铁计划[25]。
- 5月30日：政府成立大马希望基金[26]。
- 5月31日：马哈迪指出，政府为了控制国债，决定废除捷运三号线（环状线）计划。这项计划初估成本介于400亿至500亿令吉之间[27]。
- 6月2日：马哈迪对记者证实准备于6月11日和12日，在日本举行的第24届亚洲未来国际大会上重谈他在1980年代倡导的向东学习政策[28]。
- 6月4日：国家元首苏丹莫哈末五世同意委任汤米·汤姆斯为新任马来西亚总检察长[29]。
- 6月5日
  - 前首相纳吉夫人罗斯玛·曼梳到反贪会录口供[30]。
  - 财政部长林冠英揭露，前朝政府颁发逾94亿令吉的两项油气业工程出现问题。林冠英指出，政府已支付87.7%的款项，即82亿5000万令吉，但工程却只完成13%。此外，林冠英也揭露SSER公司与前一马公司子公司SRC国际公司有所瓜葛[31]。
- 6月6日：马哈迪主持第三次内阁会议后宣布，国家银行总裁莫哈末依布拉欣已经递上辞呈[32]。
- 6月12日
  - 马哈迪在日本召开记者会表示，他已接获北京邀请，以访问中国。他表示，访日之行结束后，一旦有时间必会访问中国[33]。
  - 马哈迪表示，他向日本首相安倍晋三建议向大马提供日元信贷，后者同意考虑这项建议[34]。
- 6月15日：希盟政府首次开斋节门户开放，吸引近8万人出席[35]。
- 6月22日：财政部长林冠英宣布，国家元首已于6月19日御准马哈迪的建议，委任诺珊霞（Nor Shamsiah Mohd Yunus）为新任马来西亚国家银行总裁[36]。
- 6月23日：民政党中委会召开特别会议，一致议决退出国阵[37]。
- 6月27日
  - 警方透露，5月份搜查前首相纳吉相关地点，而警方所扣押财物的物件基本估价合共6亿8637万令吉，市价则至少11亿令吉。此估价包括了1万2000件珠宝、272个名牌包包、423只手表及1亿1670万令吉的各国货币现金[38]。
  - 前首相纳吉在撤销2014年起诉《当今大马》诽谤的控状的隔周，首次踏入《当今大马》办公室接受专访。他受访时谈及警方扣押行动、一马公司案及第14届大选等等事件[39]。
- 6月30日：巫统举行中央党职改选，阿末扎希与莫哈末哈山中选为新任巫统主席与署理主席，接掌巫统[40]。
- 7月1日：马哈迪说，联邦政府将检讨现有的多项法令，包括国家安全理事会法令（国安会法），以免箝制人民的言论自由、媒体及政党的运作[41]。
- 7月2日：13名内阁部长宣誓就任，包括最年轻的青年及体育部长赛沙迪[42]。
- 7月3日
  - 反贪会上门逮捕前首相纳吉，并将之带往布城反贪会总部盘问SRC国际公司一案[43]。
  - 财政部通过财长机构发出指示，下令东铁计划（ECRL）和两项SSER油气管工程停工[44]。
  - 财政部长林冠英宣布，东铁实际成本为810亿令吉，远比国阵前朝政府所称的550亿令吉来得高[45]。
- 7月4日：纳吉被控在SRC案中，抵触3宗刑事失信罪和1宗贪污滥权罪[46]。
- 7月10日
  - 马哈迪迎来93岁生日[47]。
  - 黎巴嫩珠宝商起诉前首相纳吉夫人罗斯玛·曼梳[48]。
- 7月16日：国会下议院召开大选后的首次会议，巫统及伊斯兰党议员集体离席，抗议希盟未在开会前14天提呈议长人选，并批评阿里夫任议长不符程序[49]。
- 7月17日
  - 国家元首为国会主持开幕时，以开玩笑的口吻叮嘱“请坐下，不要跑掉”，揶揄巫统和伊斯兰党离席抗议事件[50]。
  - 兴权组织主席瓦塔慕迪、柔州行动党主席刘镇东、诚信党领袖拉惹卡玛鲁等5人宣誓成为上议员后，随即再宣誓成为正副部长。至此，马哈迪完整内阁出炉[51]。
- 7月18日
  - 反贪会突击巴生河流域13个地点的数家公司，取走与多元石油产品输送管（MPP）及沙巴天然气输送管（TSGP），和东海岸铁路（ECRL）有关的文件[52]。
  - 民主行动党武吉牛汝莪国会议员蓝卡巴因指控巫青团的行径犹如“流氓”（samseng），坚持不愿撤回言论，最终遭逐出议会厅[53]。
- 7月20日：无拉港州议员黄田志车祸逝世[54]。
- 8月1日：马哈迪会见中国外交部长王毅[55]。
- 8月3日：美国国务卿迈克·蓬佩奥会见马哈迪，并进行大约半小时的会谈[56]。
- 8月4日：希盟在雪兰莪州双溪甘迪斯补选以5842张多数票保住议席[57]。
- 8月5日：公正党党选提名日，安华·依布拉欣在没有其他竞争对手的情况下，顺利当选党主席[58]。
- 8月7日：豪华游艇“平静号”抵达巴生港口[59]。
- 8月8日
  - 前首相纳吉在地庭被加控3项罪状[60]。
  - 首相署17名保安人员涉嫌在选举开票当晚潜入首相办公室，偷走350万令吉大选经费，因而遭反贪会逮捕[61]。
- 8月13日：青年及体育部长赛沙迪宣布，政府将废除国民服务计划与国家干训局（BTN）。青体部将以联邦宪法和国家原则为基础，制定新的替代计划取而代之[62]。
- 8月14日：马哈迪宣布，所有60岁以上的红登记持有者，只要已向政府申请公民权者，将获得政府发出蓝身份证，成为正式的马来西亚公民[63]。
- 8月16日：国会下议院经过逾3个小时辩论后，三读通过废除打假新闻法令[64]。
- 8月17日：交通部长陆兆福宣布，310万张AES罚单取消[65]。

## 废除消费税
前任首相纳吉·阿都拉萨执政时期推出了消费税（GST），引起民间怨声载道。自马哈迪上任后，于6月1日将GST降至0%，马来西亚的GST政策实施三年两个月后停施。

## 打击贪污
自上任后，希盟政府大肆调查政府部门及官联公司的贪污案，其中最备受关注的包括前首相纳吉·阿都拉萨和夫人罗斯玛·曼梳。截至2018年11月8日，已有超过20名国阵高官显要因涉及贪污舞弊而被接二连三的调查和提控。首相马哈迪曾指出，当局逮捕面对滥权和贪污指控的数名前领导人，不含政治动机，而是依据国家法律行事。
国家施政、诚信和反贪中心（GIACC）由马哈迪于2018年6月8日宣布成立，并由反贪会前主席阿布卡欣领导，专司就反贪廉正与施政事项扮演评估监督协调的角色，并直接向首相汇报。
2019年1月29日，马哈迪推介为期5年的“2019-2023年国家反贪蓝图”（NACP），矢言全力打击贪污问题，改善国家形象。这项反贪蓝图由国家施政、廉正与反贪中心（GIACC）负责草拟，旨在加强政府施政，打造廉正的国家。长达约65页的报告鉴定6大主要防贪领域，分别是政治、公共行政、执法、司法、立法和企业管理。马哈迪表示，制定2019年至2023年反贪蓝图，证明政府严厉追查与对付过去的涉贪者，如今与未来的涉贪者将面对更严厉的对付行动。
国会下议院于2019年7月1日通过议案，强制所有国会议员、上议员和政治秘书必须申报收入，以及与配偶的财产。
2020年1月23日，国际透明组织公布2019年全球贪污印象指数（CPI），在希盟政府的严厉打贪下，马来西亚的排名跃升10级，在全球180个国家中，从2018年的61名，升至2019年的51名。

## 外交
2019年9月18日，马哈迪在首相办公厅为新马来西亚外交政策框架主持推介礼致词时说，大马外交政策基本要素保持不变，继续奉行独立时有原则和务实的外交政策，与所有国家保持友好关系，并以国际法和规范，和平解决争端。

### 中华人民共和国
马哈迪于2018年8月第一次访问中华人民共和国时与中华人民共和国国务院总理李克强见证了马中两国签署5项了解备忘录。这5项备忘录中，其中3项涉及农业，2项分别是双边货币掉期、会计与审计监管合作备忘录。
2019年4月25日，马来西亚和中国在北京签署一项谅解备忘录，中国拟议在5年内（2019年至2023年）向马来西亚购买额外190万公吨棕油，估计价值达45亿6000万令吉。
马哈迪在出席第二届一带一路国际合作高峰论坛发表演讲时强调，马来西亚全力支持中国的“一带一路计划”，惟主张其通道必须自由和安全通行。他表示，“一带一路”倡议是个好主意，而且可以让马来西亚从中受惠。
2019年5月26日，马哈迪配合马中友好协会（PPMC）出版的马中建交45周年纪念刊发表献词说，马中近年来的双边贸易与投资增长如流星般迅速，这个趋势会继续在旅游、科学、科技及文化交流方面创造更多机会。
2020年2月13日，马哈迪与中国国家主席习近平互通电话，代表马来西亚政府向中国政府与人民表达慰问。

### 韩国
2019年3月13日，马哈迪与到访的韩国总统文在寅举行会谈。之后两国领袖见证了4项谅解备忘录签署仪式，包括工业4.0相关企业合作、交通领域合作、在大马发展智能城市及清真业合作。
马哈迪于2019年11月首次访问韩国期间与文在寅见证了4份有关资讯与通讯科技、数码政府、保健与医疗科学及水与污水管理的谅解备忘录签署仪式。
马哈迪在2019年东盟韩国纪念峰会上演讲时表示，东盟与韩国之间的联系需要加强，以确保双方可以相互学习。他指出，东盟拥有巨大的机遇和丰富的资源，但由于缺乏先进、高效和可持续的基础设施，东盟无法充分利用其潜力。
马哈迪访问韩国航空宇宙产业公司（KAI）时说，马来西亚对韩国在航空业上取得的发展深感兴趣。马哈迪说，他上次是在2002年访问韩国，迄今该国在高科技领域取得了相当大的发展。
马来西亚政府欢迎韩国，在2020年马韩迎接建交60周年之际，将双边关系提升为战略伙伴关系。马哈迪表示，马韩两国政府将讨论该提案的细节，这与马来西亚学习韩国在先进技术和创新实力的意图一致。
一名马来西亚官员在马哈迪和韩国总统文在寅召开双边会议结束后对《马新社》说，韩国已表示有意为联合国世界粮食计划署（UNWFP）购买价值900万美元的6000公吨马来西亚棕油。

### 日本
时任日本首相安倍晋三与马哈迪交情超过30年。马哈迪在出任首相后时曾七次访问日本。
2018年11月6日，马哈迪获日本明仁天皇授予“一等桐花大绶章”，以肯定他在加强马日双边关系方面所作出的巨大贡献。马哈迪也是继新加坡建国总理李光耀及印度前总理曼莫汉·辛格之后，第三个接受大绶章的亚洲领袖。

### 柬埔寨
在2018年，马来西亚与柬埔寨总贸易额为5亿5850万美元，比2017年增加22.6%，2019年马来西亚是柬埔寨第4大外来直接投资国，总额27亿3000万美元。
马哈迪于2019年9月3日对柬埔寨展开为期3天的官式访问。他与柬埔寨首相洪森召开双边会议，讨论关于贸易与投资，以及在农业、防卫及发展清真领域的合作，且在会议结束后发表联合声明。马哈迪与洪森也见证了豁免双重征税（DTA）协议及旅游业合作了解备忘录的签署仪式。

### 朝鲜
马哈迪对于2018年朝美首脑会晤表示欢迎，并表示世界不应对朝鲜最高领导人金正恩怀疑并应学习他对于和平的期盼。在东京的一个记者会上，马哈迪希望朝美首次峰会能取得好结果，并表示马来西亚重开北韩驻当地大使馆，改善因金正男遇刺事件而低落的两国关系。
2019年12月，外交部长赛夫丁阿都拉透露，马来西亚将于2020年首季重开驻朝鲜平壤大使馆。

## 教育
希盟政府对于教育的贡献如下：
1. 制度化发放华中特别拨款，批准给予81所华中1500万令吉拨款，并在2020年增加至2000万令吉。
2. 给予独中拨款，从2019年1月拨款1200万令吉[100]，到2020年增加至1500万令吉[101]。其中，希盟执政的雪兰莪、柔佛、霹雳、马六甲、槟城、吉打、沙巴等州政府每年制度化拨款独中[102][103][104][105]。
3. 新纪元大学学院、南方大学学院和韩江传媒大学学院在2019年首次获得希盟政府各200万的拨款[106]。
4. 财政部从2018年起制度化下放每年2000万令吉的华小搬迁和增建拨款，一共有30间华小在2018年至2019年间受惠。
5. 在财政部的建议下，公益金同意修改捐款条款，首次公开让所有政府资助华小（全津华小）申请，404所华小的董事部直接获得2000万令吉的现金支票进行维修工程。
6. 全国华中首次获得建校经费。此措施在财政部要求下，公益金在2019年首次下发放500万令吉建校基金予7所华中进行增建工程[107]。
7. 极力解决师资的问题。在2019年共开放1460个名额，另外希盟也系统化招收临教，2020年2月调派645人前往各校执教[108]，并在2020年1月进行第2轮招聘。
8. 财政部在2018年首度豁免董总筹募教育发展基金约85万令吉的税务，也协助董总豁免超过500万令吉的教育筹款税务，积极支持民间团体为国家教育事业作出的贡献[109]。
9. 马华公会创立的拉曼大学学院在国阵执政时获得3000万令吉拨款。希盟政府在2019年批准多达4550万令吉的发展拨款交由拉曼校友总会的基金会管理，独立营运直接惠及学生[110]。
10. 政府资助学校（半津学校）在过去只获得每个月5000令吉上限的水电费资助，而财政部长林冠英在2020年财案中宣布下放1200万的额外补助，此举减轻学校董事部财务负担。
11. 积极解决柔佛董联会的注册危机。董总主席陈大锦在2019年9月26日发文告感激财政部长林冠英及国防部副部长刘镇东的助力，让时任内政部长慕尤丁积极跟进及处理社团注册局撤销注册的问题[111]。

2020年1月，马哈迪兼任教育部长后，曾再度提出恢复英文教数理政策。

## 卫生与环境

### 禁烟政策
2018年12月18日，卫生部副部长李文材宣布，2019年1月起，所有餐馆将全面禁烟，含有尼古丁成份的电子烟（Vape）和水烟（Shisha）也在禁烟令当中，若餐饮业者面对顽固烟民束手无策，可拨打热线联系卫生部执法官员前往取缔。
2018年12月26日，李文材指出，在保障非烟民健康的课题上，卫生部绝不妥协，但同时也会尊重烟民的权利。他指出，食肆禁烟规定不是要阻止烟民吸烟，而是他们必需遵守条件，也就是在远离禁区的地点吸烟。
2018年12月31日，新成立的烟民维权俱乐部（Smokers Right Club）7名成员入禀司法审查，挑战有关禁令。该诉讼于2019年10月29日被驳回，吉隆坡高庭裁决卫生部所实施的食肆禁烟令未侵害烟民的宪赋权利。2023年6月20日，联邦法院驳回7名烟民的上诉申请，并谕令其向卫生部支付3万令吉律师费。
2019年12月29日，卫生总监诺希山发表文告指出，2020年1月1日起，在禁烟区抽烟者将接获250令吉罚单，首次违规者若在罚单发出的一个月内到任何县卫生局办事处缴还，罚款可减少至150令吉。他说，第2次违规者，必须缴付全额罚款，至于违规3次或以上，将被罚款350令吉。

### 处理非法洋垃圾厂
2019年2月25日，能源、工艺、科学、气候变化和环境部长杨美盈披露，政府在该年首两个月已关闭140家涉及进口及处理非法洋垃圾的工厂，并会继续展开检举，预料2019年能净化处理2018年进口达75万公吨的洋垃圾。她强调，除了非法营运工厂，即使拥有合法准证，如合法再循环工厂，一旦发现业者非法进口洋垃圾及没依照条例处理洋垃圾，业者同样会被对付。

2019年9月28日，杨美盈与槟城首席首长曹观友共同主持第8届槟城国际绿色大会及展览会（PGIGCE）开幕式后对记者说，联邦政府把“洋垃圾”送回原国绝不会付一分一毫。她说，该部门已与槟城州政府合作，联系相关国家使节要求将这些塑废料运回。
|          | 这不只是关于费用问题。这关乎尊严。为什么他们把这些运来我国，反而我们还要付钱让他们把它们运走？那些非法进口废料的运输者理应缴付罚款，直到他们回收他们的垃圾。 |
| ——杨美盈 | |

### 巴西古当污染事件
2019年3月7日，巴西古当河流散发毒霾严重，大约937人到医院寻求治疗。3月14日，首相马哈迪·莫哈末飞往巴西古当视察毒雾情况。由于有害烟霾的状况，巴西古当共111所学校被勒令关闭直到另行通知为止。

### 应对疫情
2020年1月25日，卫生部长祖基菲里阿末宣布马来西亚出现首三宗确诊病例。1月26日，政府针对新冠肺炎疫情首次召开会议，参与政府部门机构为国家灾难管理机构（Nadma）及卫生当局、警方及移民局，以及外交部、通讯部和旅游部正副部长。1月27日，政府暂时限制中国武汉市与湖北省公民入境马来西亚。2月3日，马来西亚安排首架撤侨专机前往中国武汉载送马来西亚人返国。2月7日，政府禁止中国宣布封锁的城市公民入境马来西亚。2月9日，副首相旺阿兹莎宣布限制浙江省五个城市及江苏两个城市的人民入境。2月16日，马来西亚禁止任何从中国港口出发的或停靠的邮轮入境。2月27日，过渡首相马哈迪·莫哈末宣布，政府推出总值200亿令吉的经济振兴配套，确保有效应对因疫情冲击带来的经济风险，同时拟定应对各行各业策略，来巩固马来西亚经济基础。

## 通讯与科技
哥宾星出任通讯与多媒体部长后，指示电讯公司改善马来西亚的网速，并大幅度降低宽频价格，例如，马电讯Streamyx网络配套从每月160令吉降至69令吉。
政府在提呈2019年财政预算案时宣布，为了支持数码经济的成长，政府发放10亿令吉拨款，并在2019年推介国家光纤化与连接计划（NFCP），目标为2023年宽频覆盖率达98%，最低宽频速度达30Mbps。
2019年10月，马来西亚正式从类比信号电视（Analog TV）转换至数码信号电视（Digital TV）。

### 5G技术
2019年4月18日，首相马哈迪·莫哈末推介“5G马来西亚：社群跃进”展览会，展示马来西亚的5G梦想与实践。“5G马来西亚”的推介也是延续马哈迪在1996年提出的多媒体超级走廊发展项目，以发展马来西亚成为数字经济的典范。马哈迪在致词中说，马来西亚应能在未来3年内，充分掌握与善用5G技术，推动马来西亚经济实现强劲和可持续的增长，他说，不过，只有所有利益攸关方与政府一起履行5G议程，才有可能实现这一目标
|  | 过去5年，制造业贡献国内生产总值22%，仍是我国经济的中流砥柱。 |

|  | 政府希望通过智能制造或大规模的机械类通讯，为航天、化学与化学产品、机械与设备、医疗设备以及电子与电气等领域，吸引高附加值，高技术和知识密集型投资。 |

|          | 我有信心，如果我们作出必要的准备，以迎接这一变革性的技术，马来西亚应能在未来3年内利用5G，超越自我，并使国民经济实现强劲和可持续的增长。 |
| ——马哈迪 | |

2019年10月3日，马哈迪见证明讯（Maxis）及华为科技（马来西亚）签署一项在马来西亚提供5G服务网络的协议时指出，5G将成为一个关键驱动，以连接国内每一个人，并将多个领域如制造业、农业、医疗保健业转型，以便马来西亚能在全球保持竞争力。他说，跨国公司及马来西亚供应商之间的合作至关重要，以支持马来西亚蓬勃发展的技术生态系统。

2020年1月20日，马哈迪在浮罗交怡推介“大马5G演示计划”上说，马来西亚放眼在该年第三季落实5G科技的目标，处于正轨上。他说，这是马来西亚强化经济、达致可持续成长及共享繁荣愿景的起步。马哈迪也说，在他于2019年4月推介“大马5G展示”后，使用5G的准备工作进展顺利。他指出，就经济而言，5G能够作为革新成长的基建
|  | 5G的覆盖范围，以及不同的行业如种植业、教育业、医疗业、制造业、精美交通业和旅游业，为行业、社会及个人发展他们的电子愿景，以及提供新颖及更好服务带来新机会。 |

他在之后的记者会上还认为，如果马来西亚适当地使用5G，或可在2025年就可成为先进国，无需等到2030年。他表示，尽管通信技术不断演变，但5G是最新和全面的，可获得大量资讯协助决策。

## 新闻自由
上任后，马哈迪接受马来西亚国营电视台（RTM）访问时强调，新政府不会限制新闻自由或对付不实报道，除非这些新闻报道威胁国家秩序。
在国阵政府执政期间禁止的《砂拉越报告》网站获得解封，该网站因曾揭露一个马来西亚发展有限公司丑闻（1MDB）遭封锁。
在执政的22个月里，马来西亚在无国界记者组织的世界新闻自由指数排名中，从2018年的第145位，到了2020年大跃进至第101位。

## 降低投票及参选年龄
2019年7月16日，国会下议院以211票支持及零票反对下，通过修宪案，将投票及参选年龄降低到18岁，同时推行选民自动登记制。此修宪案之后于同年7月25日在国会上议院正式表决，最终以47票低空飞过修宪门槛。

## 2030年共享繁荣愿景
2019年9月14日，马哈迪主持内阁特别会议，根据2021-2030共享繁荣愿景商讨国家长期经济政策方针。根据经济事务部的文告，共享繁荣愿景是政府推出的新希望和议程，将成为国家团结的基石。该愿景拟定确保全民能在2030年享有高生活水平的规划。此愿景也涵盖第十二大马计划和第十三大马计划，在这2个五年计划执行期间的年度财政预算，也将以共享繁荣的景愿为基础。
2019年10月5日，马哈迪推出了新的国家发展宏愿，即2030年共享繁荣愿景。他在致词时称该愿景旨在将马来西亚打造成经济持续成长的国家，同时以公平和包容性的方式分配国家经济，让全民感受到和谐和稳定。
政府放眼通过2030年共享繁荣愿景，在10年内取得每年4.7%的成长，以借此在2030年达成国内生产总值（GDP）3兆4000亿令吉的目标。马哈迪指出，上述数字只是政府的目标，并不会证明国家和其人民的富裕程度。
柔佛州务大臣沙鲁丁嘉马对2030年共享繁荣愿景表示欢迎，并称中央政府明确列出2021年至2030年期间的发展框架，将更好推动马来西亚前进，尤其带领人民迈向更美好的未来。

## 补选
- 第1场2018年双溪甘迪斯补选
- 第2/3场2018年无拉港补选
- 第2/3场2018年斯里斯迪亚补选
- 第4场2019年金马仑高原补选
- 第5场2018年波德申补选
- 第6场2019年士毛月补选
- 第7场2019年晏斗补选
- 第8场2019年山打根补选
- 第9场2019年丹绒比艾补选
- 第10场2020年金马利补选